# سالم حامدي
الدكتور سالم حامدي (1954 -) مدير الهيئة العربية للطاقة الذرية، منذ 2017.

## التعليم
حاصل على بكالوريا رياضيات وتقنية، من المعهد الفني بتونس، 1970، وعلى شهادة الهندسة من المدرسة الوطنية للعلوم الفلاحية بتونس، عام 1977، وشهادة مهندس مختص في الهندسة الريفية من المدرسة الوطنية للعلوم الفلاحية بتونس، والمدرسة الوطنية للعلوم الفلاحية بباريس، عام 1979، كما حصل على دكتوراه في الهندسة الصناعية (الفيزياء التطبيقية) من جامعة ولاية كنساس، عام 1986، وشهادة معهد الدفاع الوطني عام 2015.

## الحياة العمليّة
مدير الهيئة العربية للطاقة الذرية، (2017-)، وعضو بمجلس نواب الشعب (2014)، وكاتب دولة للفلاحة والبيئة (2011 – 2012)، ومدير عام المدرسة العليا للصناعات الغذائية بتونس (2011-2009)، ومؤطر لرسائل البحث في الدكتوراه والماجستير (2002)، وأستاذ التعليم العالي بالمدرسة العليا للصناعات الغذائية(2000)، ومؤطر لمشاريع التخرج لمهندسي المدرسة العليا للصناعات الغذائية بتونس الخاصة بالاستعمالات السلمية للطاقة الذرية، ومؤسس ومسؤول عن برامج الماجستير والدكتوراه بالمدرسة العليا للصناعات الغذائية بتونس (2002)، وخبير دولي في التموقع الاستراتيجي لتونس في قطاع الصناعات الغذائية (2001)، وخبير وطني لدى كتابة الدولة للبحث العلمي (1997-1995)، ونائب مدير عام المدرسة العليا للصناعات الغذائية بتونس (2003-1995)، وباحث ومدرس في قسم الهندسة الغذائية بجامعة ولاية كنساس الولايات المتحدة الأمريكية (1992-1991)، ومدير مركز الهندسة بالمدرسة العليا للصناعات الغذائية بتونس (1990-1988)، ورئيس قسم هندسة المواد الغذائية بالمدرسة العليا للصناعات الغذائية بتونس (1988-1980)

## مؤلفات وتكريمات
- نشر حوالي 85 مقالاً في المجلات العلمية المحكمة
- كتاب البيئة وآفاق تطويرها 2011
- كتاب الفلاحة التونسية: الواقع والآفاق 2014.
- سجل ثلاث براءات في الهندسة الصناعية الغذائية.
- حصل على وسام الجمهورية من الصنف الثالث سنة 2011.